# Nuova Assicurazione Sociale per l'Impiego
La Nuova Assicurazione Sociale per l'Impiego (acronimo NASpI) è una misura, prevista dall'ordinamento giuridico italiano, atta a garantire una continuità di reddito per coloro che incorrono in un periodo di disoccupazione involontaria. Introdotta dal governo Renzi nel quadro del cosiddetto Jobs Act, a fianco della NASpI, tale decreto, ha introdotto anche la Disoccupazione per i Collaboratori (DIS-COLL) e l'Assegno di Disoccupazione (ASDI)

## Descrizione
La NASpI viene erogata dall'INPS e finanziata tramite un prelievo contributivo pari all'1,3% dell'imponibile a tutti i lavoratori attivi, anche se godono già di un trattamento pensionistico. A differenza della precedente disciplina (ASpI) che garantiva l'indennità di disoccupazione a chiunque potesse vantare almeno due anni di assicurazione e uno di contribuzione effettiva negli ultimi due anni, la NASpI prevede che al lavoratore disoccupato possa essere riconosciuta l'indennità se poteva far valere almeno 13 settimane di contribuzione nei quattro anni precedenti alla disoccupazione e 30 giornate di lavoro effettivo nei 12 mesi che precedono l'inizio del periodo di disoccupazione. Inoltre, l'erogazione della prestazione è subordinata al requisito imprescindibile che il lavoratore dia la propria disponibilità ad accettare un nuovo lavoro.
Il decreto 22 del 2015 dispone che tale prestazione sia corrisposta "per un numero di settimane pari alla metà delle settimane di contribuzione degli ultimi quattro anni". L'importo di indennità è pari al 75% della retribuzione mensile media, calcolata sul periodo di maturazione del diritto, seppur con un tetto massimo. dopo i primi 6 mesi di godimento vi è una decurtazione del 15% ed un'ulteriore riduzione di pari importo dopo il dodicesimo mese.
Tutti i lavoratori subordinati sono assicurati, inclusi apprendisti e dirigenti. Sono esclusi i dipendenti pubblici assunti a tempo indeterminato, gli operai occasionali o stagionali del settore agricolo (per cui vi è una differente forma di protezione).
Dopo alcuni pareri della Corte Costituzionale Italiana, possono beneficiare della NASpI i lavoratori disoccupati involontari, coloro che si sono licenziati volontariamente ma a seguito di una giusta causa dovuta ad un comportamento del datore di lavoro (secondo l'articolo 2119 del codice civile) e per i lavoratori che hanno risolto il loro rapporto in maniera consensuale "per ragioni economiche". I licenziati "in tronco" hanno, altresì, diritto a beneficiare della prestazione seppur vedendosela corrisposta a partire dal trentottesimo giorno dal licenziamento, invece che dall'ottavo (vedendosi così ridurre il trattamento di trenta giorni).
La Corte Costituzionale ha riconosciuto, inoltre, la prestazione ai lavoratori stagionali, escludendo però i lavoratori part-time in quanto, per questi ultimi, appare certa la prosecuzione del lavoro e quindi non potendo considerarli disoccupati.
La NASpI non è incompatibile con altri redditi da lavoro. Il beneficiario della NASpI ha il diritto di conservare la prestazione se gli altri redditi da lavoro non superano un tetto massimo, tuttavia si vedrà decurtata l'indennità dell'80%. Inoltre, se il beneficiario intende avviare un'attività di lavoro autonomo o di impresa o sottoscrivere una quota di capitale di cooperativa in cui conferirà attività lavorativa, potrà fare richiesta di vedersi corrisposta l'intera prestazione di disoccupazione in un'intera soluzione.

## DIS-COLL
Il Decreto legislativo Jobs Act costituisce per l'anno 2015 uno speciale sussidio di disoccupazione chiamato Disoccupazione per i Collaboratori (DIS-COLL) che varrà per i lavoratori con contratti co.co.co., i quali potranno disporre di un assegno di disoccupazione della durata massima di sei mesi, nel caso perdano il lavoro e abbiano versato più di tre mesi di contributi nell'anno solare e almeno un mese nell'anno precedente al momento in cui hanno perso il proprio impiego.

## ASDI
Il Jobs act, inoltre, ha introdotto per l'anno 2015, in via sperimentale, l'Assegno di Disoccupazione (ASDI), un ulteriore assegno di disoccupazione a cui avrà diritto chi, scaduta la NASPI, non ha trovato impiego e si trovi in condizioni di particolare necessità. L'importo dell'ASDI è pari al 75% dell'importo della NASPI.